# Boris Kidrič
Boris Kidrič (Beč, 10. travnja 1912. — Beograd, 11. travnja 1953.) je bio jugoslavenski i slovenski političar, jedan od najistaknutijih vođa jugoslavenskog revolucionarnog pokreta, sudionik Narodnooslobodilačke borbe, junak socijalističkog rada i narodni heroj Jugoslavije. 
Nakon rata je bio predsjednik Privrednog vijeća vlade FNRJ i član Sekretarijata Izvršnog komiteta CK SKJ, sa činom general-potpukovnika JNA u rezervi.

## Životopis
Rođen je 10. travnja 1912. godine u Beču. Podrijetlom iz ugledne obitelji, njegov otac Franc Kidrič, bio je poznati slovenski kulturni i književni povjesničar, budući profesor na Ljubljanskom sveučilištu i predsjednik Slovenske akademije znanosti i umjetnosti. Boris je gimnaziju završio u Ljubljani, a zatim je studirao kemiju u Ljubljani i Pragu.

### Partijski rad
Još u ranoj mladosti pristupio je radničkom pokretu. Već 1928. godine, s 16 godina, postao je član Saveza komunističke omladine Jugoslavije (SKOJ), a nešto kasnije, iste godine, i član Komunističke partije Jugoslavije (KPJ). Studenog 1929. godine, tijekom Šestojanuarske diktature, kao đak osmog razreda gimnazije, bio je uhićen i zbog komunističkog djelovanja te ga je Državni sud za zaštitu države osudio na godinu dana zatvora, koje je odslužio u zatvoru u Mariboru.
Poslije izlaska iz zatvora, 1931. godine, upisao je studij kemije i zajedno s Edvardom Kardeljem i drugim istaknutim slovenskim komunistima obnovio rad Pokrajinskog komiteta KPJ za Sloveniju i radio na obnovi partijskih i skojevskih organizacija, koje su bile razbijene u prvim godinama Šestojanuarske diktature. Već naredne godine oni su uspjeli obnoviti partijske organizacije u većini gradova i industrijskih mjesta u Sloveniji. Pored partijskog rada, sudjelovao je i u pokretanju niza ilegalnih partijskih listova poput „Rdečeg prapora“ i „Rdečih signala“, kao i ilegalnih i poluilegalnih časopisa. Za politički razvoj Borisa Kidriča bio je vrlo značajan susret sa Josipom Brozom Titom, članom Politbiroa CK KPJ, koji je početkom rujna 1934. godine došao u Sloveniju, da bi pomogao oko priprema i sudjelovao u radu Četvrte pokrajinske konferencije KPJ za Sloveniju. Na toj konferenciji, održanoj u Medvodama kod Ljubljane, sredinom rujna 1934. godine, Kidrič je održao dva referata „O stanju sindikalnog pokreta u Sloveniji“ i „O radu komunista u sindikatima“.

### Sekretar CK SKOJ-a
Pošto je bio pod stalnom policijskim nadzorom, zbog čestih uhićivanja, nije bio izabran u novi Pokrajinski komitet KPJ za Sloveniju, ali je, zbog svojih organizacijskih veza i aktivnosti, nastavio pomagati u radu novoizabranog Pokrajinskog komiteta. Bio je i jedan od organizatora tehničkih priprema za održavanje Četvrte zemaljske konferencije KPJ, održane krajem prosinca 1934. godine u Ljubljani. Na toj konferenciji on je bio delegat iz Slovenije i kandidat za članstvo Centralnog komiteta KPJ. Iako je još, početkom 1935. godine, na inicijativu Josipa Broza Tita, bio predložen za sekretara Privremenog rukovodstva Saveza komunističke omladine Jugoslavije. On je zbog ponovnog uhićenja ovu dužnost preuzeo tek sredinom svibnja iste godine. Tada je prešao iz Ljubljane u Zagreb i postao član Zemljaskog biroa KPJ. Sudjelovao je na Plenarnom zasjedanju Centralnog komiteta KPJ u Splitu, koje je bilo održano 9. i 10. lipnja 1935. godine. Na tom zasjedanju govorio je o problemima SKOJ-a, kritizirao dotadašnju sektašku politiku i zalagao se za preobražaj SKOJ-a u masovnu revolucionarnu organizaciju mladih. Sredinom srpnja 1935. godine sudjelovao je u Zagrebu na proširenom savjetovanju predstavnika skojevskih organizacija iz cijele zemlje, a tijekom rujna  je pripremao Četvrtu zemaljsku konferenciju SKOJ-a, na kojoj je bio izabran za sekretara Centralnog komiteta SKOJ-a.
Kao sekretar CK SKOJ-a predvodio je jugoslavensku delegaciju na Šestom kongresu Komunističke omladinske internacionale, održanom krajem rujna i tijekom listopada 1935. godine u Moskvi. Iz Moskve je, po nalogu CK KPJ, studenog 1935. godine otišao u Beč, gde je sudjelovao u radu Centralnog komiteta, a naročito na razradi odluka Šestog kongresa Komunističke omladinske internacionale. U Beču je zajedno sa Stjepanom Cvijićem, jednim od dotadašnjih sekretara Komunističke omladinske internacionale, radio na izradi teza i niza drugih dokumenata u kojima je izložio nove ideje o reorganizaciji Saveza komunističke omladine Jugoslavije. Sudjelovao je i na Travanjskom plenumu CK KPJ, 1936. godine, koji je bio održan u Beču. Sredinom lipnja 1936. godine bio je uhićen, zajedno sa skupinom istaknutih jugoslavenskih komunista, u Beču. Godinu dana je proveo u istražnom zatvoru, a zatim je protjeran u Čehoslovačku. Izvjesno vreme je živio u Pragu, zajedno sa Srđanom Pricom, a na jesen 1937. godine je prešao u Pariz, gdje je tada bilo središte CK KPJ.

### Peta zemaljska konferencija KPJ
Poslije početka Drugog svjetskog rata, na jesen 1939. godine, vratio se u Kraljevinu Jugoslaviju. Odmah nakon dolaska bio je uhićen i četiri mjeseca je proveo u istražnom zatvoru, a zatim je pušten. Zajedno s Edvardom Karedeljem, radio na jačanju Komunističke partije Slovenije, a 1940. godine bio je jedan od organizatora „Društva prijateljstva Sovjetskog Saveza“, koji je bio masovna organizacija, koja je obuhvaćala antifašistički nastrojene građane. U listopadu 1940. godine sudjelovao je u radu Pete zemaljske konferencije KPJ u Zagrebu, na kojoj je održao referat „O agitaciji i propagandi“ i bio izabran za člana Centralnog komiteta Komunističke partije Jugoslavije.
U to vrijeme intenzivno se bavio i publicističkim radom, pisao je niz tekstova koji su objavljivani u časopisima „Knjižnjvnost“, „Sobodnost“, „Slovenskom poročevalcu“ i drugim. Bavio se i nizom tada aktualnih tema o slovenskom i jugoslavenskom revolucionarnom pokretu.

### Drugi svjetski rat
Odmah poslije okupacije Kraljevine Jugoslavije, Kidrič je bio jedan od glavnih inicijatora i organizatora Osnivačke skupštine Oslobodilačke fronte Slovenije, održane 27. travnja 1941. godine, na kojoj je bio izabran za političkog sekretara Izvršnog odbora Oslobodilačke fronte. Jedan je i od organizatora Narodnooslobodilačke borbe u Sloveniji, a 22. lipnja 1941. godine bio je izabran za prvog političkog komesara Glavnog štaba NOP odreda Slovenije. Na ovoj dužnosti ostao je do rujna 1941. godine, da bi od jeseni 1944. do oslobođenja zemlje, svibnja 1945. godine, ponovo vršio dužnost političkog komesara Glavnog štaba NOV i PO Slovenije.
Na Kočevskom zboru delegata slovenskog naroda, koji je bio održan od 1. do 3. listopada 1943. godine Kidrič je imao jedan od glavnih referata i bio izabran za vođu slovenske delegacije na Drugo zasjedanje Antifašističkog vijeća narodnog oslobođenja Jugoslavije, održanog 29. studenog u Jajcu.

### Poslijeratni period
U svibnju 1945. godine postao je prvi predsjednik vlade NR Slovenije, a lipnja 1946. ministar za industriju u Vladi FNRJ. Zatim je bio predsjednik Planske komisije, odnosno Privrednog vijeća pri Vladi FNRJ. Biran je za narodnog poslanika skupštine NR Slovenije i skupštine FNRJ. Bio je član Predsjedništva Saveznog odbora Socijalističkog saveza radnog naroda Jugoslavije.
Na Petom kongresu KPJ, održanom lipnja 1948. godine u Beogradu, izabran je za člana Politbiroa Centralnog komiteta KPJ, a na Šestom kongresu Saveza komunista Jugoslavije, održanom studenog 1952. godine u Zagrebu, za člana Izvršnog biroa CK KPJ i člana Sekreterijata Izvršnog biroa CK KPJ.
Bio je zadužen za izradu prvog Petogodišnjeg plana, usvojenog 1945. godine. U razdoblju od 1945. do svoje smrti, 1953. godine, bio je jedan od glavnih stratega izgradnje jugoslavenske socijalističke ekonomije. Pogotovo poslije Rezolucije Informbiroa, 1948. godine, kada se Jugoslavija našla u gotovo bezizlaznoj ekonomskoj situaciji, jer se dotada u najvećoj mjeri oslanjala na Sovjetski Savez. Bio je jedan od tvoraca koncepcije radničkog saomupravljanja.
Boris Kidrič umro je od leukemije, 11. travnja 1953. godine u Beogradu, u svojoj 41. godini. Sahranjen je u Grobnici narodnih heroja, koja se nalazi u parku iza zgrade Narodne skupštine Slovenije u centru Ljubljane. Njegova supruga bila je Zdenka Kidrič.

## Odličja i priznanja
Bio je nositelj mnogih visokih inozemnih i jugoslavenskih odličja, među kojima su: Orden narodnog heroja (kojim je odlikovan 15. srpnja 1952.), Orden junaka socijalističkog rada, Orden narodnog oslobođenja i Partizanska spomenica 1941, kao i sovjetski Orden Kutuzova, mađarski Orden Republike, bugarski Orden narodne slobode i poljski Partizanski križ. Imao je čin rezervnog general-pukovnika JNA.
Njegovi radovi, počevši od tekstova i rasprava u predratnom periodu, od onih pisanih tijekom Narodnooslobodilačkog rata, predavanja, studija i referata objavljeni su sedam knjiga njegovih sabranih djela. Prosinca 1949. godine postao je redovni član [Slovenske akademije znanosti i umjetnosti.
Grad Kidričevo u Sloveniji, nosi ime po njemu. Njegovo ime nosio je Institut za nuklearna istraživanja u Vinči, kao i mnoge ulice i trgovi širom Jugoslavije. Jedna od središnjih beogradskih ulica nosila je također njegovo ime, ali je 1997. godine preimenovana u Beogradsku. Njegov spomenik, rad kipara Nikole Jankovića, dugi niz godina se nalazio ispred zgrade Izvršnog vijeća Socijalističke Republike Srbije, ali je početkom 1990-ih godina premješten u park ispred Muzeja suvremene umjetnosti u Novom Beogradu. Njegovi spomenici još uvijek se nalaze u Ljubljani (ispred zgrade Vlade Slovenije) i Mariboru (na Trgu Borisa Kidriča). U njegovu čast u Socijalističkoj Federativnoj Republici Jugoslaviji dodeljivana je Nagrada „Boris Kidrič“, za osobite zasluge u širenju tehničke kulture.

## Vanjske poveznice
- Djela Borisa Kidriča  Arhivirana inačica izvorne stranice od 15. ožujka 2023. (Wayback Machine)